# 朱統鐼
朱統鐼（1580年—1648年），字太朴，號絳岩，江西南昌府新建縣宗籍，南直隸鳳陽府泗州盱眙縣人，明朝宗室進士，瑞昌榮安王朱覲鐊來孫。

## 生平
萬曆八年（1580年）閏四月二十九日生，封輔國中尉。天啟四年（1624年）甲子科江西鄉試第四十名舉人，崇禎十年（1637年）中式丁丑科會試第一百七十一名，三甲第六十名進士。禮部觀政，本年六月授湖廣江夏縣知縣。清順治五年（1648年）十月初十日申時卒，享年六十九歲。

## 家族
高祖朱宸渥，封鎮國將軍；曾祖朱拱榶，封輔國將軍；祖父朱多燩，封奉國將軍；父朱謀圭，封鎮國中尉。
妻萬氏。弟朱統鋲、朱統𫓐。長子朱議蒎。次子朱議霶，清初避禍改姓名林時益。